# Carlo Ginzburg
Carlo Ginzburg, född 15 april 1939 i Turin, är en italiensk historiker och författare. 
Han doktorerade vid Universitetet i Pisa 1961 och är verksam i Bologna och vid University of California, Los Angeles.
Han är mest känd för den mikrohistoriska boken Osten och maskarna. Boken kretsar kring den filosofiskt anarkistiske mjölnaren Menocchio från det sena 1500-talet.